# Olympische Sommerspiele 2000/Teilnehmer (Niger)
| Gelbes Symbol für Goldmedaillen mit stilisierten Olympischen Ringen | Graues Symbol für Silbermedaillen mit stilisierten Olympischen Ringen | Braundes Symbol für Bronzemedaillen mit stilisierten Olympischen Ringen |
| ------------------------------------------------------------------- | --------------------------------------------------------------------- | ----------------------------------------------------------------------- |
| —                                                                   | —                                                                     | —                                                                       |

Niger nahm an den Olympischen Sommerspielen 2000 in der australischen Metropole Sydney mit vier Athleten, zwei Frauen und zwei Männer, in zwei Sportarten teil.
Seit 1964 war es die achte Teilnahme des afrikanischen Staates an Olympischen Sommerspielen. 

## Teilnehmer nach Sportarten

### Leichtathletik
- Mamane S Ani Ali
100 Meter: Vorläufe

- Haissa Ali Garba
Frauen, 400 Meter: Vorläufe

### Schwimmen
- Karim Bare
100 Meter Freistil: DSQ im Vorlauf

- Balkissa Ouhoumoudou
Frauen, 100 Meter Brust: 43. Platz